# Олексіївська фортеця
Олексіївська фортеця (Фортеця святого Олексія, до 1738 називалася Берецька фортеця) — фортеця, споруджена у 1731 році за зразковим проектом фортець Української лінії. Розташована на виїзді з села Олексіївка, Лозівского району, Харківської області.
Фортеця названа російською імператрицею Анною Іванівною у 1738 році так на честь свого діда Олексія Михайловича, другого царя на московському престолі з династії Романових.
При фортеці знаходився Перший батальйон Єфремівського ландміліційного полку.

## Історія

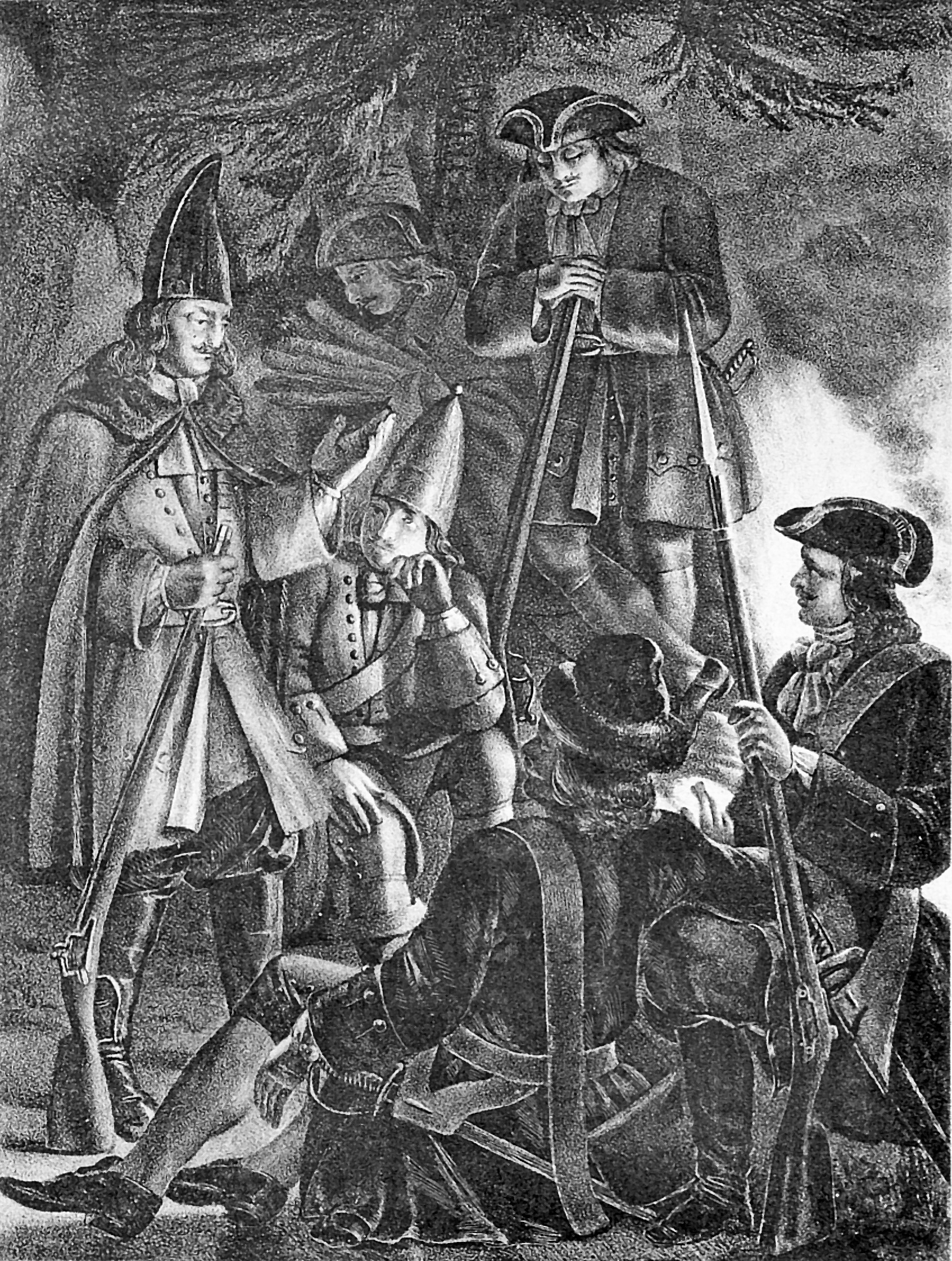
Українська ландміліція в 1713—1736 роках

Первісна назва фортеці Берецька, в 1738 році перейменована на фортецю святого Олексія.
Олексіївська фортеця була з'єднана валом з сухим ровом з четвертою на лінії Михайлівською і шостою — Єфремівською фортецями.
При фортеці розміщався 1-й батальйон Єфремівського ландміліційного полку, з 1738 року стала називатися Олексіївською (2-й батальйон полку розміщувався в Єфремівській фортеці).
Фортеця добре збереглася та надає чітке уявлення про форму та розміри земляного укріплення першої третини XVIII століття.

## Архітектура фортеці
Фортеця земляна, майже квадратна в плані, чотирьохбастіонна. Висота валів фортеці більше ніж 5 м. Площа фортечного двору понад 1,5 га. До північно-західної куртини, в якій розташований в'їзд, підведена по насипу ґрунтова дорога протяжністю близько 100 м. Східна куртина посилена равеліном, спрямованим у бік річки Береки.
Протяжність фортеці по зовнішній стороні підстави вала становить понад 1030 м.

## Коменданти
- Майор Ігнатій Чичерин — друга половина XVIII століття.

## Туризм
Входить до маршруту щорічного Велотуру фортецями Слобожанщини Tour De Fort.
На території проходить Фестиваль «Олексіївська фортеця».

## Галерея

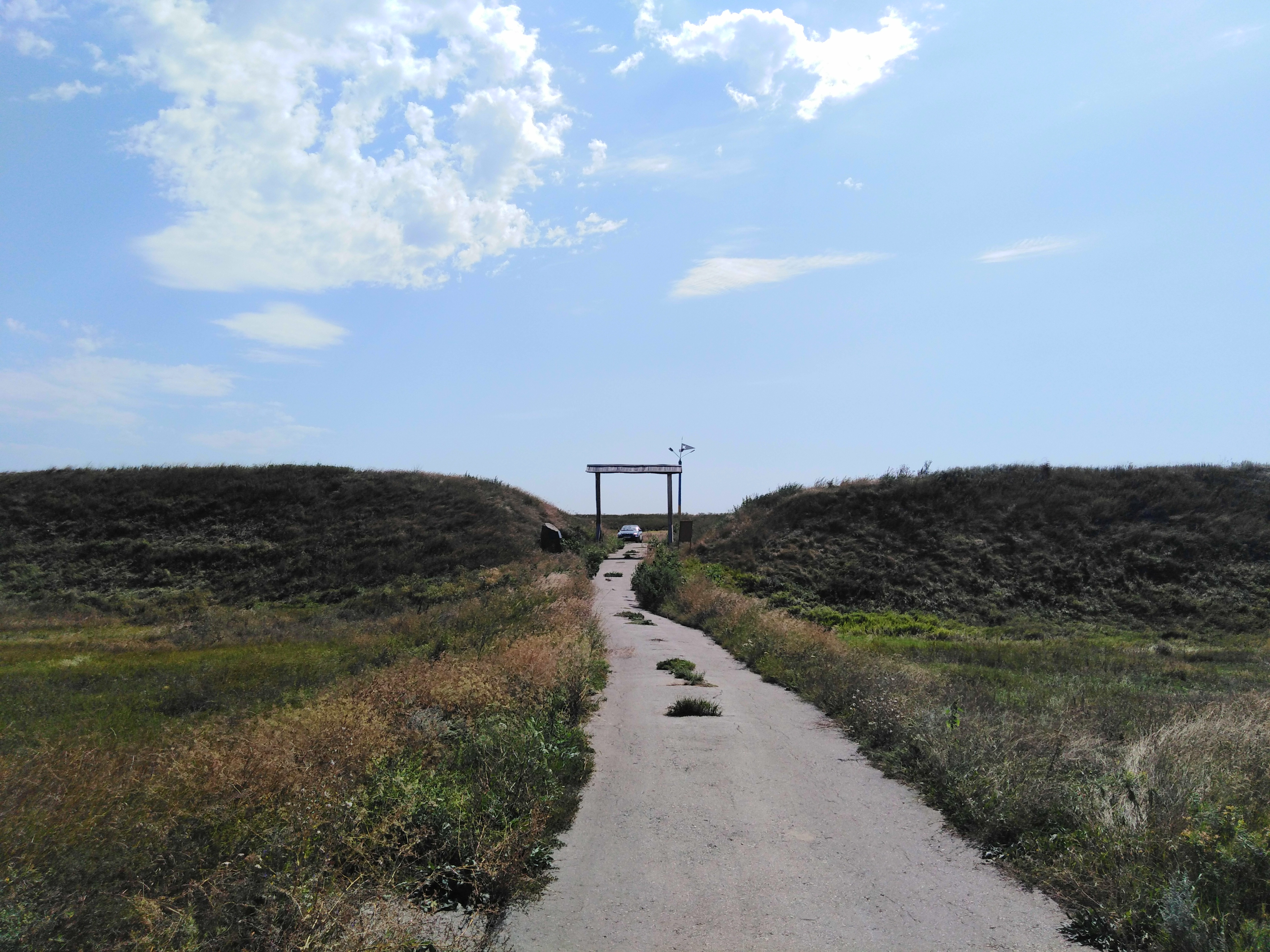
Брама фортеці
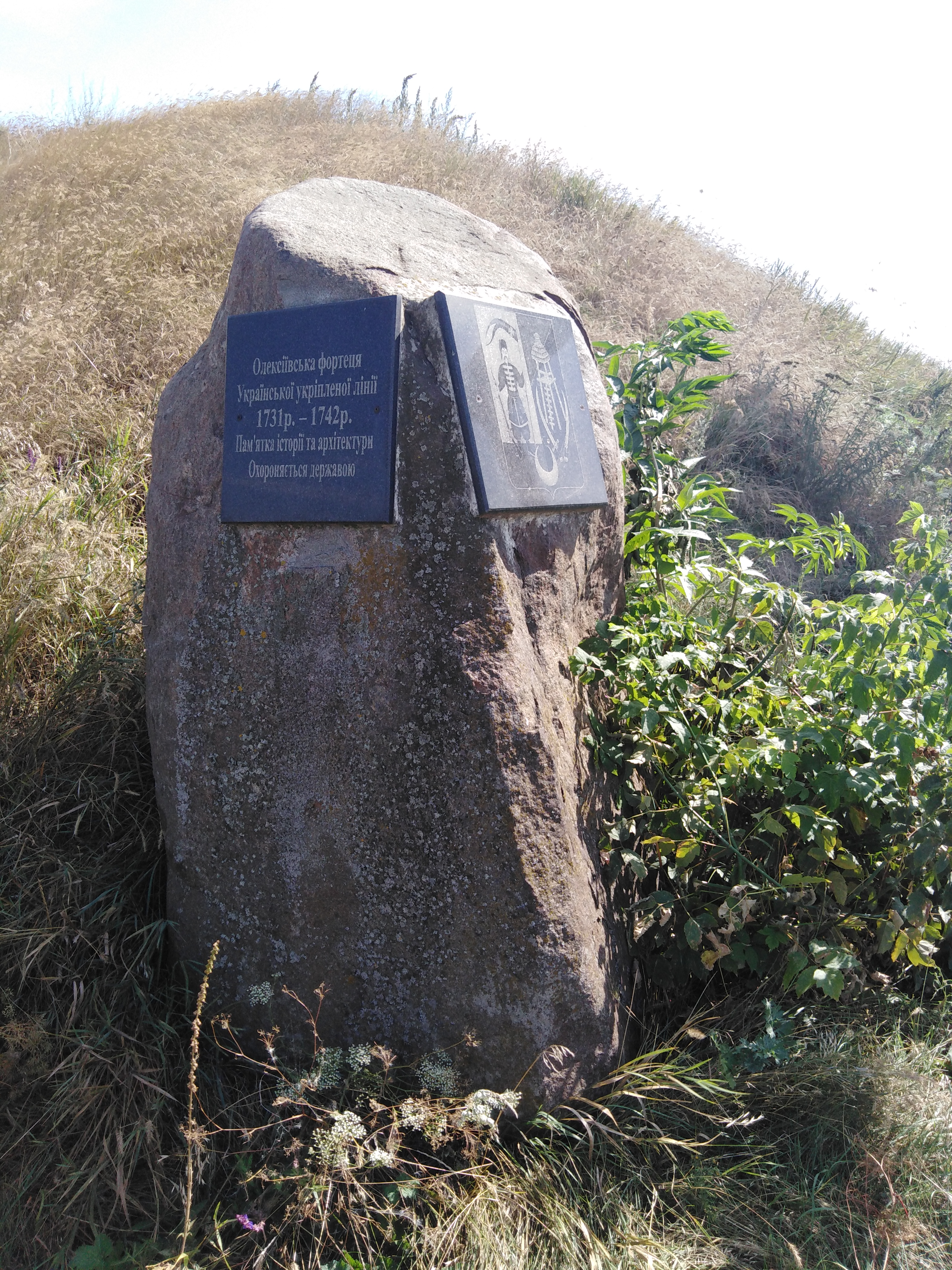
Пам'ятний знак, ліворуч від брами фортеці
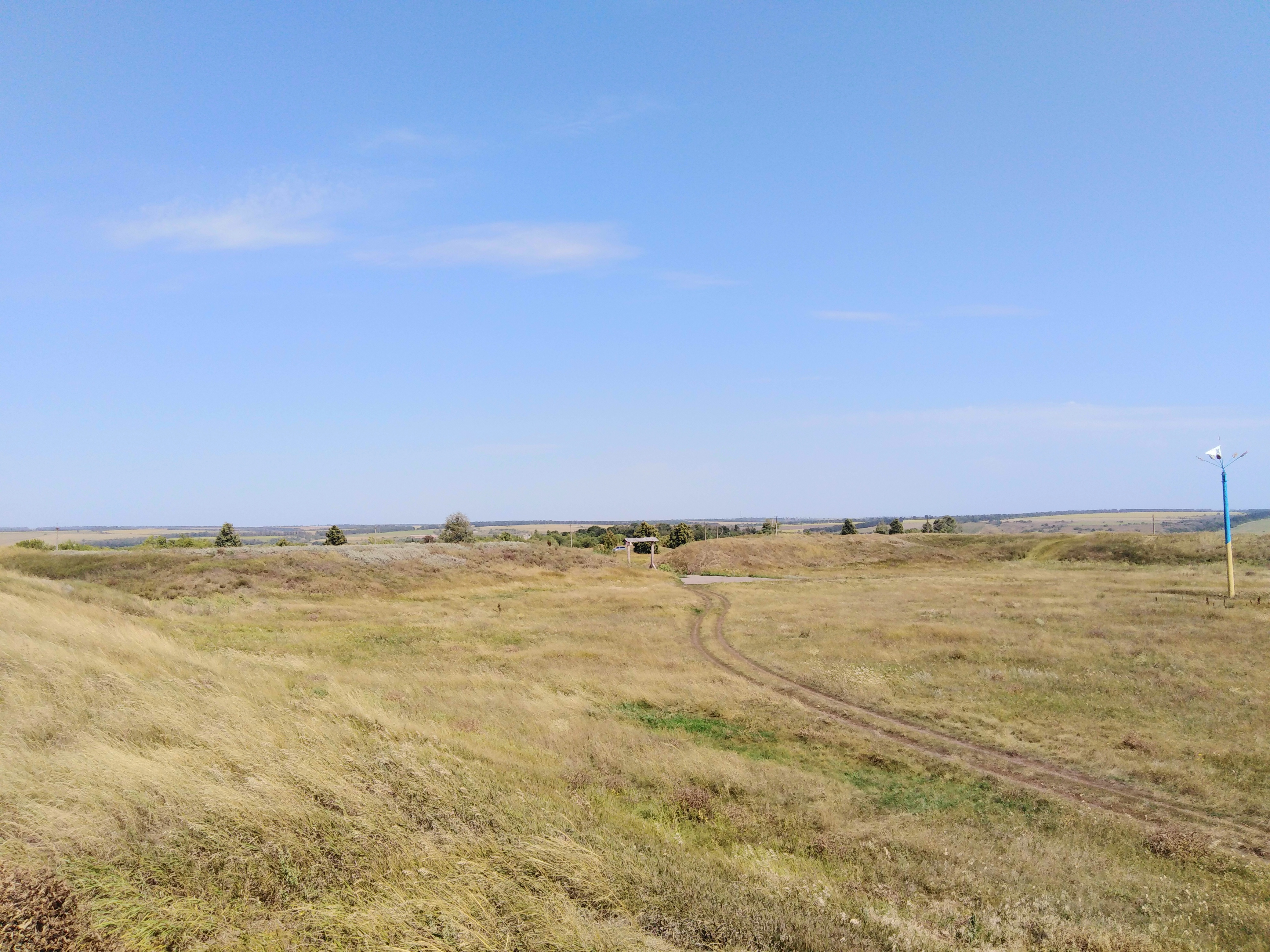
Подвір’я фортеці
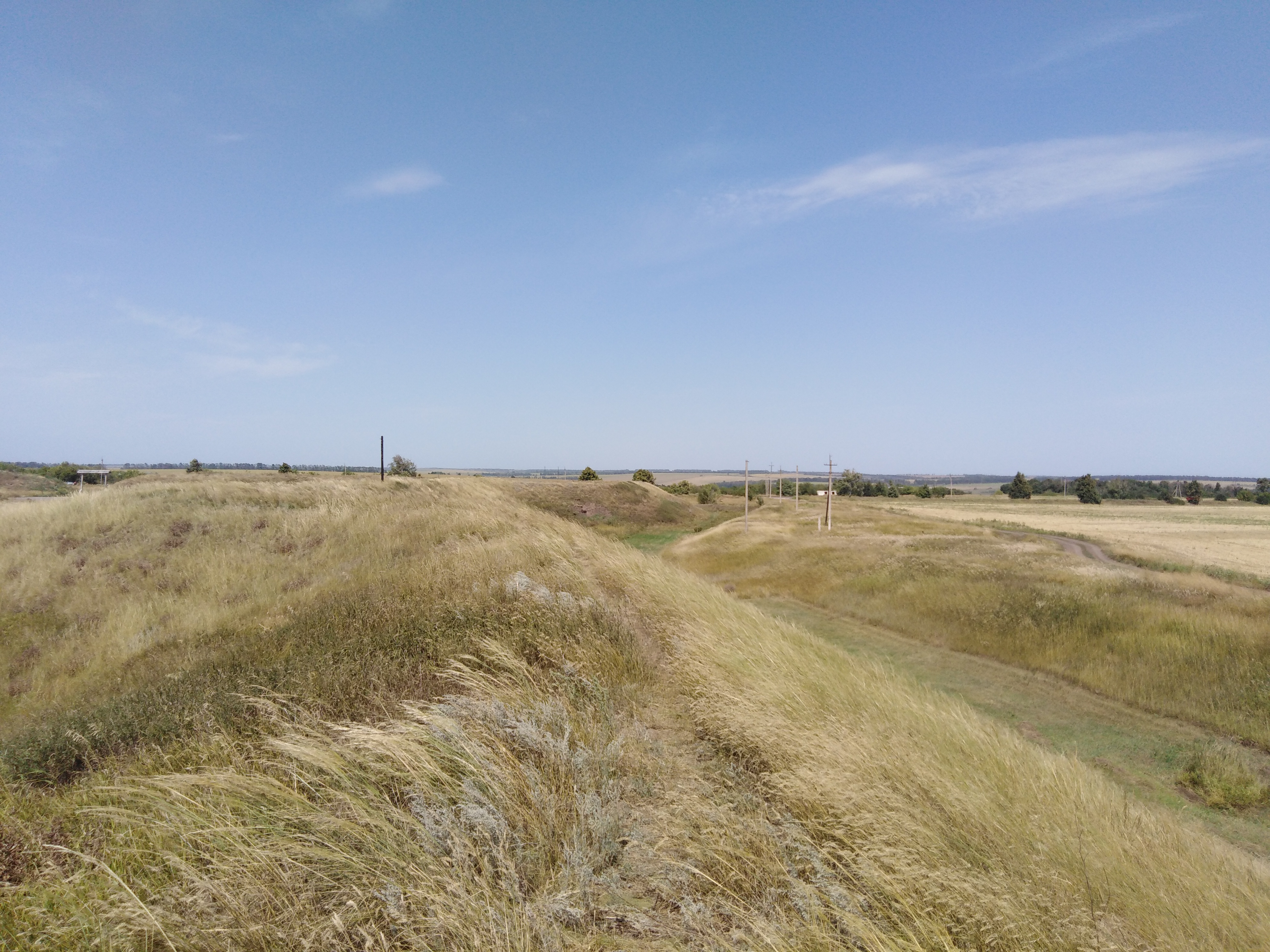
На валах фортеці
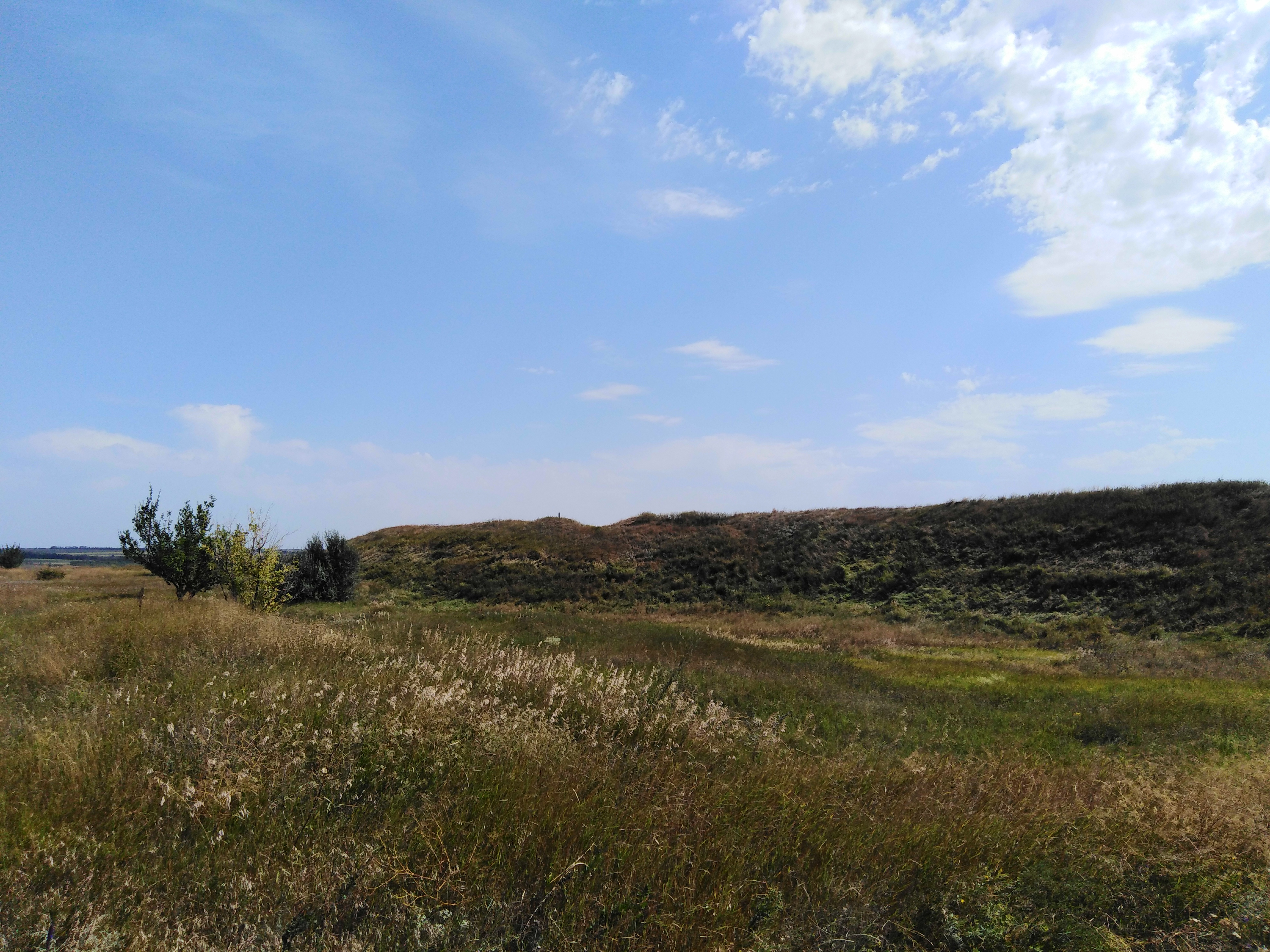
Вали фортеці
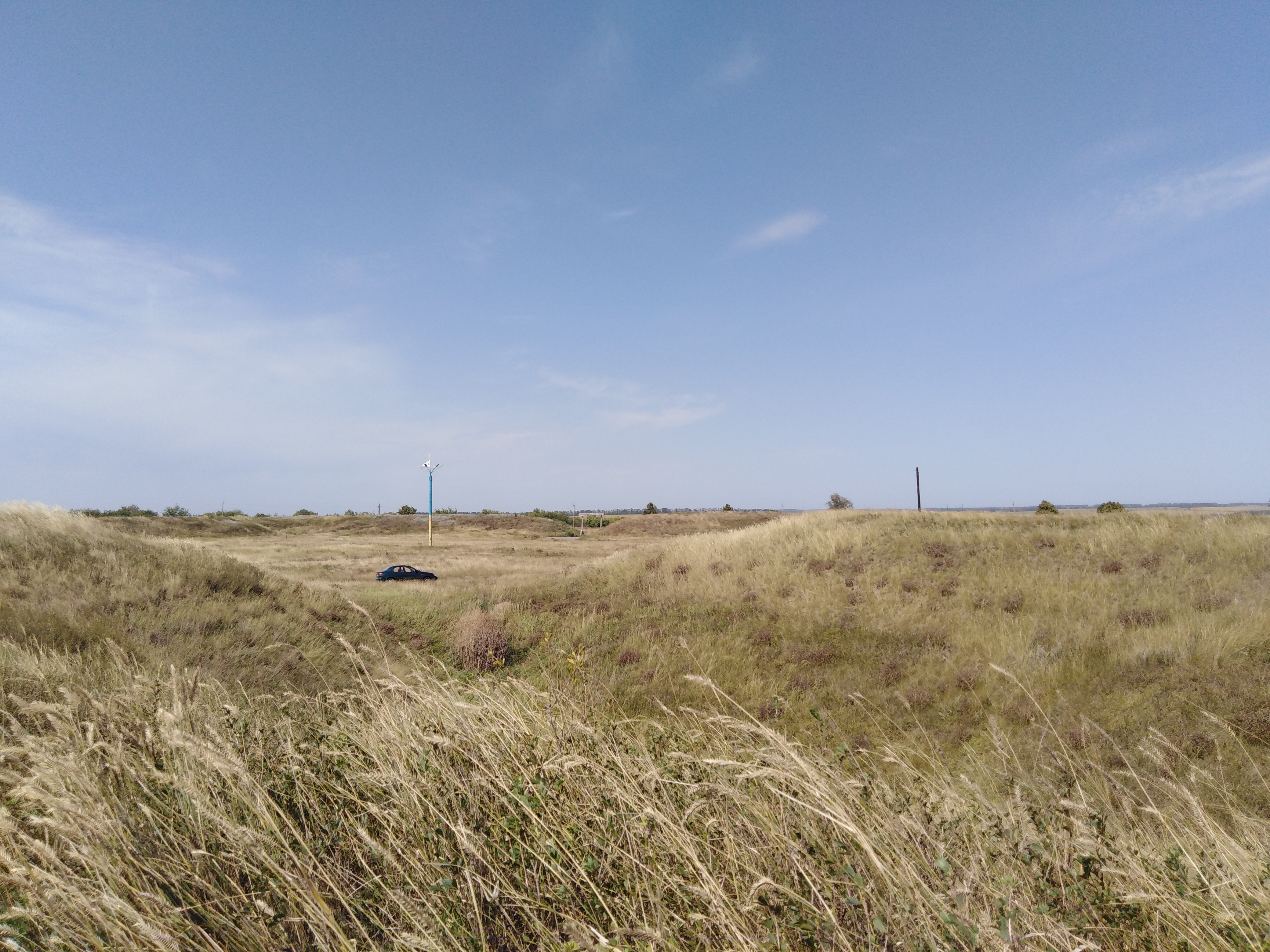
В бастіоні фортеці

## Також
- Українська лінія